# Mésangeai
Perisoreus
Genre
Perisoreus est un genre de passereaux appartenant à la famille des Corvidae et qui regroupe trois espèces de mésangeais

## Liste des espèces
D'après la classification de référence du Congrès ornithologique international (ordre phylogénique) :
- Mésangeai imitateur — Perisoreus infaustus (Linnaeus, 1758)
- Mésangeai du Sichuan — Perisoreus internigrans  (Thayer & Bangs, 1912)
- Mésangeai du Canada — Perisoreus canadensis (Linnaeus, 1766)